# Lípa republiky (Nedašovská)
Lípa republiky v Nedašovské v Praze-Zličíně je významný strom, který roste ve východní části ulice Nedašovská u čp. 346.

## Popis
Lípa roste na zatravněné ploše mezi domem a ulicí. Obvod kmene má 53 cm, výška není uvedena (r. 2016). V databázi významných stromů Prahy je zapsaná od roku 2014.

## Historie
Lípa svobody byla vysazena 27. října 1998 na připomínku 80. výročí vzniku Československé republiky. Strom vysadili žáci a pedagogové zličínské školy za pomoci Mysliveckého sdružení Zličín.